# Perry Kitchen
Perry Allen Kitchen (Indianapolis, 29 februari 1992) is een Amerikaans voetballer die bij voorkeur als middenvelder speelt. In 2011 tekende hij een contract bij D.C. United.

## Clubcarrière
Kitchen liet een stageaanbod van het Belgische RSC Anderlecht aan zich voorbij gaan om te tekenen bij een club uit de Major League Soccer. Hij werd als derde gekozen door DC United in de MLS SuperDraft 2011. Op 19 maart 2011 maakte hij tegen Columbus Crew zijn debuut voor DC United. Op 29 mei 2011 maakte hij tegen Portland Timbers zijn eerste doelpunt. Kitchen werd al snel een vaste kracht voor het team en werd na het seizoen in 2013 gekroond tot DC United's Most Valuable Player.